# Spear of Destiny
 (octobre 2019).
Si vous disposez d'ouvrages ou d'articles de référence ou si vous connaissez des sites web de qualité traitant du thème abordé ici, merci de compléter l'article en donnant les références utiles à sa vérifiabilité et en les liant à la section « Notes et références ».
Pour un article plus général, voir Wolfenstein (série de jeux vidéo).
Pour les articles homonymes, voir Spear of Destiny (homonymie).
Spear of Destiny est un jeu vidéo de tir à la première personne sorti en 1992 et fonctionne sur DOS. Le jeu a été développé par id Software puis édité par FormGen Corporation. Il est la suite directe de Wolfenstein 3D.

## Le jeu

### Le principe
Il est identique à celui de Wolfenstein 3D : le joueur incarne le soldat allié BJ Blazkowicz. Il est chargé d'une nouvelle mission : ramener la Sainte Lance volée par les nazis à Versailles. Il doit pour cela parcourir 21 niveaux remplis de gardes armés de pistolets et de mitrailleuses, ainsi que de chiens d'attaque. Le jeu possède de nombreux passages secrets contenant divers trésors, nourriture, trousses médicales, et autres armes et munitions.

### Les niveaux
Le jeu est découpé en 4 parties :
- Les tunnels
- Les donjons
- Le château
- Les remparts

Chacune de ces parties se termine par un combat contre un boss.